# بونانزا (مجلة)

مجلة بونانزا هي مجلة لبنانية شهرية تصدر عن شركة المطبوعات المصورة التي تصدر العديد من المجلات المشابهة، صدرت عام 1966م وهي مجلة تعتمد على القصص الكرتونية الأمريكية، واسمها الكامل: بونانزا والفارس المقنع، وهي قصص تدور أغلبها في أجواء الغرب الأمريكي، رئيسة التحرير ليلى شاهين داكروز، ومديرة التحرير ليلى شقال، القطع 24×17 سم، تعتمد في المقام الأول على نشر قصة واحدة من مغامرات بونانزا، عدد صفحات الكرتون 30 صفحة بالأبيض والأسود من بين 34 صفحة إلا أن هناك صفحة واحدة للترحيب بالأصدقاء وتحت عنوان ركن التعارف، ينشر فيها عناوين هواة التعارف، وأصحاب الهوايات وأغلبهم من الأطفال بين 10 إلى 17 سنة. يُلاحظ أن بعض أغلفة المجلة تنشر صورة فوتوغرافية بكامل مساحة الصفحة، لصور من المسلسل التلفزيوني الأمريكي بونانزا الذي كان ذائع الصيت في تلك السنوات. تنشر المجلة إعلانات عن سلع تهم الأطفال، وهناك أيضاً إعلانات عن جريدة النهار، لا توجد أي إشارات عن المحتوى داخل العدد، الثمن داخل لبنان في عام 1968م هو 50 قرش لبناني.